# Kohe Shakawr
Der Kohe Shakawr (auch Shakawr oder Shakhaur) ist ein Berg im Hindukusch.

## Lage
Der 7084 m (nach anderen Quellen 7116 m) hohe Berg befindet sich im Hindukusch-Hauptkamm an der Grenze zwischen der südlich gelegenen pakistanischen Provinz Khyber Pakhtunkhwa und der afghanischen Provinz Badachschan im Norden.

## Besteigungsgeschichte
Der Gipfel wurde am 17. August 1964 von den beiden Österreichern Rudolf Pischinger und Gerald Gruber über die Südwestwand erstbestiegen.
Der Kohe Shakawr wurde mittlerweile auf verschiedenen Routen bestiegen.
Mit dem 2 km weiter südlich gelegenen Udren Zom ist der Kohe Shakawr über einen 6360 m hoch gelegenen Sattel verbunden. An seiner Südostflanke strömt der Roshgolgletscher, während sich an seiner Südwestflanke der Atrakgletscher erstreckt.